# Болтун (телесериал)
«Болтун» (кор. 빅마우스) — южнокорейский телесериал с Ли Чон Соком, Им Юн А и Ким Джу Хоном в главных ролях. Выходит с 29 июля 2022 года на телеканале MBC TV с трансляцией новых серий каждую пятницу и субботу в 21:50 (корейское время). Дорама также доступна в онлайн-кинотеатре Disney+ в некоторых регионах.

## Сюжет
Сериал рассказывает историю третьесортного адвоката Пак Чан Хо (Ли Чон Сок), которого окружающие называют болтуном за грандиозные, но бессодержательные речи. Однако вскоре он оказывается втянутым в дело об убийстве. Чтобы выжить и защитить свою семью, он вмешивается в огромный заговор среди привилегированных высших классов. Пак чан хо

## В ролях

### В главных ролях
- Ли Чон Сок в роли Пак Чан Хо, третьесортного юриста с десятипроцентным успехом в судебных делах, которого юридические знакомые называют «болтуном» из-за его склонности говорить, прежде чем действовать. Его жизнь внезапно оказывается в опасности, когда его принимают за гениального мошенника, известного как «Большая мышь»[9].
- Им Юн А в роли Го Ми Хо, поддерживающей жены Чан Хо. Она работает медсестрой, является смелой и красивой девушкой[10].
- Ким Джу Хон в роли Чхве До Ха, амбициозного мэра Кучхона, чья цель в жизни — стать самым достойным президентом[11].

### Второстепенные роли

#### NR Forum
- Ян Кён Вон в роли Гон Джи Хуна, президента медиаконгломерата Gukdong Daily и председателя NR Forum.
- Ким Джон Хён в роли Чон Че Бона, директора Академии Чильбон.
- Ли Ю Джун в роли Хан Джэ Хо, хирурга[12].
- О Рюн в роли Ли Ду Гына, юрисконсульта NR Forum.
- Юн Сок Хён в роли Ча Сын Тэ, управляющего директора OC Group.
- Пак Хун в роли Со Джэ Ёна, заведующего отделением внутренних болезней, гематологии и онкологии в университетской больнице Кучхон.
- Ким Кю Сон в роли Эшли Ким, жены Джи Хуна, куратора.
- Чан Хёк Джин в роли Чхве Чон Рака, прокурора прокуратуры Кучхона.

#### Больница Кучхона
- Ок Чжа Ён в роли Хён Джу Хи, жены До Ха, директора больницы Кучхона.
- Ким Сон Хва в роли Пак Ми Ён, старшей медсестры больницы Кучхона.
- Пак Се Хён в роли Чан Хи Чжу, медсестры в больнице Кучхона.

#### Тюрьма Кучхона
- Чон Чжэ Сон в роли Пак Юн Гапа, директора тюрьмы Кучхона[13].
- Ким Дон Вон в роли Ган Су Чхоля, тюремного надзирателя в тюрьме Кучхона[14].
- Квак Тон Ён в роли Джерри, трижды судимого мошенника, уважающего гениального мошенника «Большую мышь»[15].
- Ян Хён Ук в роли Но Пака, заключённого.

#### Люди из окружения Чан Хо
- Ли Ки Ён в роли Го Ги Квана, отца Ми Хо[16].
- О Ый Сик в роли Ким Сун Тэ, юриста, лучшего друга и помощника Чан Хо[17].